# Glibaći
Glibaći (cyr. Глибаћи) – wieś w Czarnogórze, w gminie Pljevlja. W 2011 roku liczyła 102 mieszkańców.